# Baszkok
A baszkok (önelnevezésük euskaldunak, vagyis „baszkul beszélők”; spanyolul vascos, latinul Vascones) a spanyol–francia határ két oldalán, a Pireneusok nyugati részén élő elszigetelt népcsoport, Nyugat-Európa egyetlen nem indoeurópai népe. Lélekszámuk ma összesen valamivel több mint 2 000 000 (túlnyomó többségük Spanyolországban él), a baszk nyelvet azonban megközelítőleg csak 25%-uk (kb. 588 000 fő) beszéli, valamennyien kétnyelvűségben a két ország hivatalos nyelvével. A baszk nyelv (euskara, üskara) tisztázatlan ősi eredetű agglutináló nyelv, a tudomány jelenlegi állása szerint egyetlen másik nyelvvel sem mutat rokonságot.
A baszkok külső megjelenésükben, antropológiailag is különböznek a spanyoloktól; saját – jellemzően falusi – kultúrával, szokásokkal, zenével rendelkeznek.

## Lakóhelyük

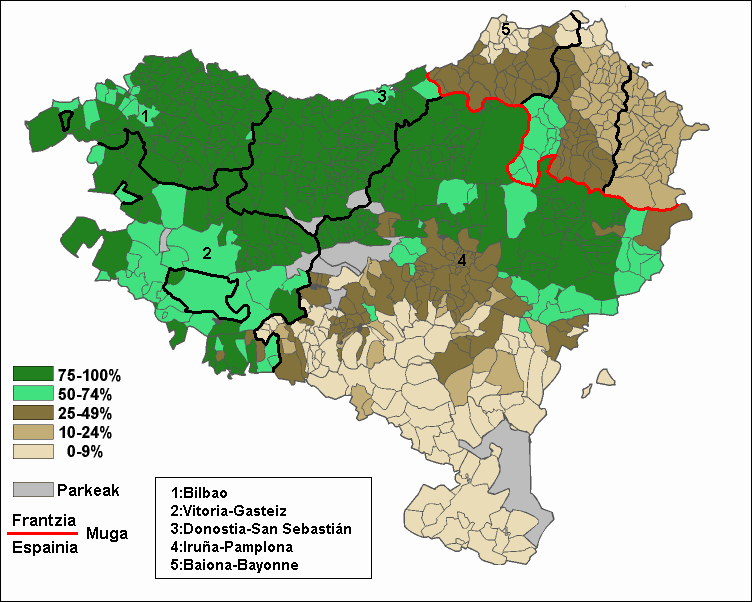
Baszk nyelvű iskolában tanuló diákok aránya (2000-2005)

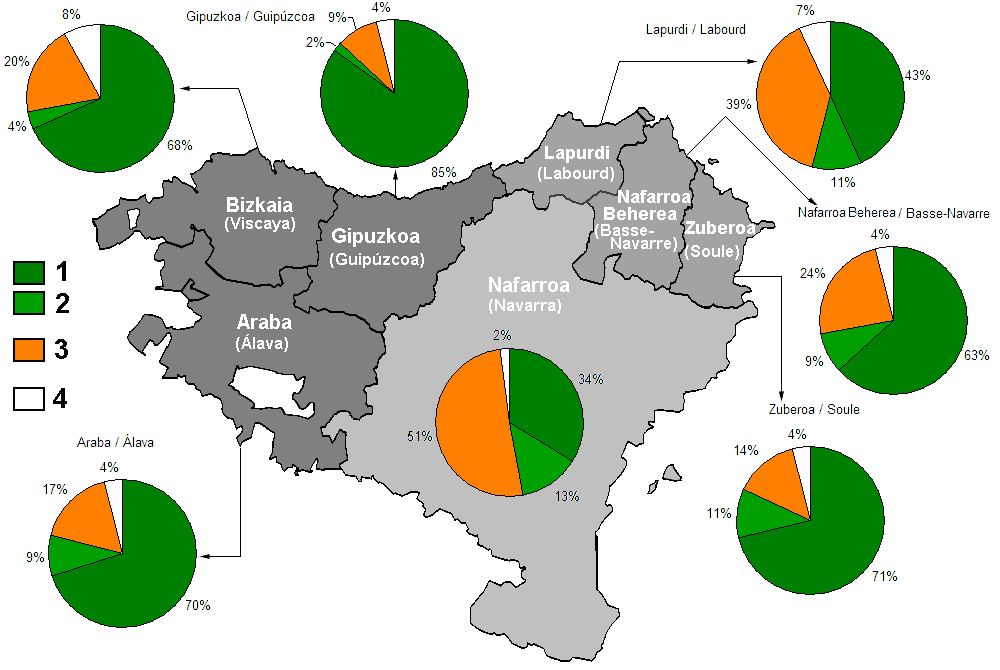
A „Baszknak tarja-e magát?” kérdésre adott válaszok megoszlása a baszkok lakta régióban (1991)

Spanyolországban saját autonóm közösséggel rendelkeznek (Baszkföld, baszkul Euskadi, spanyolul País Vasco), amelynek három tartománya Álava (baszkul Araba), Guipúzcoa (baszkul Gipuzkoa) és Vizcaya (baszkul Bizkaia), ezen kívül még Navarrában (baszkul Nafarroa) élnek. Nyelvük mind a négy tartományban regionálisan hivatalos a spanyol mellett. Franciaországban a baszkok által lakott három kis megyét (Béarn / Biarno, Labourd / Lapurdi, Soule / Zuberoa) még 1790-ben járássá fokozták le és adminisztratív úton beolvasztották a Pyrénées-Atlantiques megyébe, hogy a baszkok ne legyenek többségben.

## Elméletek a baszkok eredetéről

Baszkföld zászlaja (zászlók)

A baszkok eredete természetesen nagyon sok kutatót foglalkoztat. Számos feltételezés született: egyesek a helységnevekből, mások a genetikai állományból próbáltak eredményekre jutni, míg vannak, akik a baszk nyelvet használják vezérfonalként. A feltételezések között vannak támogatottabbak, illetve kevésbé elfogadottak, azonban bizonyítást még egyik sem nyert, így ez a jövő kérdése. A legelterjedtebb hipotézisek – a teljesség igénye nélkül – az alábbiak:
- Az őseurópai elmélet, amely szerint a baszkok a cro-magnoni emberrel jelentek meg Európában, jóval az indoeurópai népek betelepedése előtt, és akkor még az egész földrészen a baszk, vagy azzal rokon nyelveket beszélték.
- A baszk–ibér (vascoiberista) elmélet, amely rokonsági kapcsolatot feltételez az ókori ibérek és a baszkok között; eszerint a baszk nyelv az ibér folytatása, vagy vele rokonságban álló nyelv(járás) lenne.
- Az indoeurópai népvándorlás-elmélet, amelynek követői szerint a baszkok az indoeurópai népekkel együtt, a Kaukázus térségéből vándoroltak be az i. e. 4. évezred környékén Európába. Innen ered az a feltételezés is, amely a 20. században volt eléggé támogatott, hogy a baszkok kaukázusi nyelvet beszélnek.
- A késői vaszkonizáció-elmélet azt mondja ki, hogy a baszkok az 5. században érkeztek az Ibériai-félszigetre a barbár germán népekkel; sokkal kevésbé elfogadott, mint az előző hipotézisek.
- Az afrikai elmélet szerint a baszkok a berberek rokonai, és Észak-Afrikából érkeztek a félszigetre a punokkal. A feltételezést, amely berber és a baszk nyelv közötti hasonlóságokon alapult, későbbi kutatások egyértelműen megcáfolták, mert mint kiderült, a hasonlóságokat egymástól, vagy a latinból átvett szavak okozták.

## Genetikai kutatások eredményei
Még mielőtt a genetika kifejlesztette volna a DNS-szekvenálás módszerét, felfedezték, hogy a baszkoknál a legmagasabb az Rh− vér aránya (35% fenotípusos, 60% genotípus szerint). Ezen túl, a baszkoknál gyakorlatilag hiányzik a B vércsoport (és a kapcsolódó AB vércsoport is). Ezek a különbségek valószínűleg a népcsoport hosszú ideig tartó elkülönülésének az eredménye, melynek során előfordult, hogy a populáció mérete lecsökkent, ami teret adott a genetikai sodródásnak (drift). Valószínűleg a baszkok elkülönülése a kulcs annak megértéséhez is, hogy tarthatták meg ősi nyelvüket, míg az újabban megjelent indoeurópai nyelvek a Nyugat-Európában beszélt számos bennszülött nyelvet eltöröltek a föld színéről. Egy 2007-es genetikai kutatás állítása szerint: „A spanyol és baszk csoportok vannak a legtávolabb a kontinens többi csoportjától, ami egybevág azzal a feltételezéssel, miszerint az Ibériai-félsziget őrizné Nyugat-Európa legősibb genetikai örökségét”.